# ТГ106
ТГ106 — советский опытный грузовой тепловоз с гидропередачей.

## История
Используя опыт проектирования и постройки тепловоза ТГ-105-001, Луганский тепловозостроительный завод в 1961 г. закончил проектирование односекционного шестиосного грузового тепловоза с гидравлической передачей и двумя дизелями мощностью по 2 000 л. с. Проектирование велось под руководством главного конструктора завода А. Н. Коняева. В октябре этого же года завод построил первый тепловоз нового типа, который получил обозначение ТГ106-001. На тот момент это был самый мощный односекционный тепловоз.

## Конструкция
Кузов тепловоза выполнен в виде сварной несущей конструкции с боковыми стенками, образующими раскосные фермы. Кабины машиниста, как и на тепловозе ТГ105-001, изготовлены отдельно и соединены с остальной конструкцией кузова сваркой. По всему периметру соединения положены резиновые прокладки. Кузов опирается на две трехосные бесшкворневые бесчелюстные тележки. На каждую тележку рама кузова опирается через четыре боковые пружинные скользящие опоры с фрикционными гасителями колебаний. Соединения рамы тележки с рамой кузова, передающие горизонтальные силы, выполнены в виде четырёх пружинных поводков. Рама тележки на буксы опирается также через цилиндрические пружины. Статический прогиб рессор первой ступени (надбуксовых) — 52 мм, второй ступени — 72 мм. Для гашения высокочастотных колебаний как в первой, так и во второй ступени подвешивания применены резиновые амортизаторы. Буксы соединены с рамой тележки резино-металлическими блоками. Буксовые подшипники роликовые, цилиндрические. Средние колесные пары тележки имеют разбеги 14 мм на сторону, крайние по 3—4 мм. Колеса, как и у большинства тепловозов, имеют диаметр 1 050 мм. Торможение колодочное, одностороннее. Вес одной тележки с осевыми редукторами и нижними карданными валами составляет около 20 тс. На тепловозе установлено два двухтактных V-образных дизеля 4Д40 Коломенского тепловозостроительного завода. Эти дизели отличаются от дизелей 1Д40 тем, что имеют стальные азотированные коленчатые валы вместо литых армированных из высокопрочного чугуна. Дизели Д40, на базе которых спроектирован дизель 11Д45, устанавливаемый на тепловозах ТЭП60, имеют одинаковые с последним диаметр цилиндров (230 мм), ход поршня (основного 300 мм и прицепного — 304,3 мм) и скорость вращения вала при номинальной мощности (750 об/мин). Число цилиндров дизеля Д40 двенадцать, продувка прямоточная клапанно-щелевая с охлаждением продувочного воздуха, наддув газотурбинный. На второй ступени наддува, необходимой для надежного пуска и устойчивой работы дизеля при малых нагрузках, использован не центробежный приводной компрессор, как у дизелей 11Д45 и 10Д100, а роторный нагнетатель типа Рутс, как у дизеля 2Д100 на ТЭ3. Дизель Д40 на 750 об/мин развивал 2 000 л. с; минимальная скорость вращения вала (холостой ход) — 400 об/мин.
Расход топлива при номинальной мощности около 165 г/э. л. с. ч. Вес дизеля с маховиком 10 500 кг. Пуск дизелей производился электростартером.
Вращающий момент от каждого дизеля передавался на колесные пары тележки, над которой он был расположен. Вал дизеля через упругую муфту соединен с гидравлической передачей, расположенной на раме тепловоза. Гидродинамическая передача имела семь силовых зубчатых колес, входной вал, два вала с гидротрансформаторами ГТК-Л1 диаметром 500 мм, выходной вал, центробежный масляный насос с приводом и клапаном переключения скоростей. В сдвоенных трансформаторах осевые силы, действующие на насосные и турбинные колеса, полностью уравновешивались и не передавались на подшипники. Переключение передач осуществлялось автоматически при помощи клапана переключения передач, путём заполнения и опорожнения соответствующих гидротрансформаторов. Масло в гидротрансформаторы подавалось центробежным насосом, смонтированным внутри коробки, под давлением 1—2 кГ/см2. Передача вращающего момента от дизеля на оси колесных пар осуществлялось через повышающий редуктор с передаточным числом 90 : 30 =3,3, гидравлическую коробку перемены передач, карданные валы, раздаточный реверсный редуктор и осевые редукторы.
Разделение гидравлической коробки передач и реверс-редуктора, устанавливаемого на раме тележки, давало возможность установки другой взаимозаменяемой гидравлической передачи. Передача вращающего момента от гидравлической коробки на реверсную осуществляется через два карданных вала, установленных последовательно с промежуточной опорой. Передаточное отношение зубчатых колес, работающих на 1-й скорости, 31 : 59 = 1 : 1,903, на 2-й — 48 : 42 = 1,119. В раздаточно-реверсном редукторе размещались два реверсных вала и пять зубчатых колес. Передаточное число редуктора — 1:1, одна пара шестерен имеет Z = 48, вторая — 46. Изменение направления вращения выходного вала осуществляется зубчатыми муфтами. Привод реверса осуществляется при помощи воздушного цилиндра, системы рычагов и зубчатых муфт. Вращающий момент от реверсного редуктора на оси передается через карданные валы к осевым редукторам колесных пар.
Осевые редукторы тепловоза такие же, как на шестиосных маневровых тепловозах ТГМ10 БМЗ. Редуктор состоит из пары конических (27 : 27 = 1) и пары цилиндрических шестерен (17 : 72 = 1 : 4,25), смонтированных в одном корпусе. Осевые редукторы смонтированы на колесных парах и при помощи тяг упруго подвешены к раме тележки.
Каждая силовая установка (дизель-гидропередача) имеет по две холодильных камеры, в которых расположены водяные секции охлаждения.
В первой камере установлено 18 секций для воды, охлаждающей масло дизеля, и четыре секции для охлаждения воды дизеля и масла гидропередачи.
Во второй камере установлено 24 водяные секции для охлаждения воды дизеля и масла гидропередачи. Масло гидропередачи и масло дизеля охлаждаются в теплообменнике, что позволяет значительно сократить трубопроводы и не применять масляных секций. По конструкции теплообменники — круглотрубчатые с оребрением по масляной стороне.
Воздух для охлаждения секций засасывается осевыми вентиляторами с гидростатическим приводом, позволяющим автоматически регулировать температуру воды и масла.
Котел-подогреватель на тепловозе отсутствует. Дизель перед пуском прогревается подогретыми в депо топливом, маслом и водой.
После пуска любого дизеля тепловоз получает полную автономность. Прогрев и пуск второго дизеля осуществляются от первого.
На тепловозе установлен вспомогательный генератор П-91 завода «Электротяжмаш», служащий одновременно стартером, и кислотная аккумуляторная батарея типа 48ТН-450 емкостью 450 А·ч и напряжением 96 В. Сжатый воздух для тормозной системы вырабатывает дизель-компрессор ДК-3/9.
Тепловоз имеет массу 138,7 т. Запас топлива на нём — 6 500 кг, воды — 800 л, масла для дизелей — 625 кг, для гидропередач — 445 кг и песка — 800 кг.
Тепловоз развивал силу тяги длительного режима 35 000 кГ при скорости 20 км/ч. Конструктивная скорость тепловоза — 120 км/ч; максимальный КПД в диапазоне скоростей от 24 до 100 км/ч — 27,4 %.
После заводских испытаний тепловоз некоторое время работал в депо Родаково Донецкой дороги.
В конце 1963 г. Луганский тепловозостроительный завод им. Октябрьской революции построил ещё два тепловоза ТГ106 с дизелями 1Д40, компрессорами КТ6 с механическим приводом от дизеля, несколько облегченными межрамными креплениями тележек, измененными зубчатыми колесами КПП и рядом других конструктивных изменений. Эти тепловозы работали в депо Волховстрой Октябрьской дороги.